# Лампрос Хутос
Лампрос Хутос (грец. Λάμπρος Χούτος, нар. 7 грудня 1979, Афіни) — грецький футболіст, що грав на позиції нападника. Виступав за низку грецьких і закордонних клубів, а також національну збірну Греції. Чотириразовий чемпіон Греції. Чемпіон Італії.

## Клубна кар'єра
Лампрос Хутос народився 1979 року в місті Афіни. Розпочав займатися футболом у юнацькій команді клубу «Панатінаїкос», пізніше перейшов до школи італійського футбольного клубу «Рома». У 1995 році футболіст був переведений до першої команди клубу «Рома», в якій виступав до 1999 року, проте зіграв за цей час лише 3 матчі чемпіонату.
У 1999 році Хутос повернувся на батьківщину до клубу «Олімпіакос», у якому грав до 2004 року. У складі пірейського клубу нападник був одним із ключових гравців атакувальної ланки, та в складі «Олімпіакоса» 4 рази поспіль виборював титул чемпіона Греції.
У 2004 році грецький футболіст вирішив повернутися до італійського футболу, та став гравцем міланського клубу «Інтернаціонале». Однак в «Інтернаціонале» нападник з Греції не став гравцем основного складу, і з 2005 до 2006 року грав у оренді в італійських клубах «Аталанта» і «Реджина», та іспанському клубі «Мальорка». У 2006 році Хутос повернувся до «Інтернаціонале», проте протягом сезону зіграв лише 1 матч у чемпіонаті, хоча це дозволило йому отримати титул чемпіона Італії. У 2007 році нападник повернувся на батьківщину до клубу «Паніоніос», де він став одним із кращих бомбардирів, відзначившись за сезон 12 забитими голами.
У 2008—2009 роках Хутос грав у складі грецького клубу ПАОК. Завершив ігрову кар'єру грецький нападник у нижчоліговій італійській команді «Пешина Вальє дель Джовенко», за яку він виступав протягом 2009—2010 років.

## Виступи за збірні
Протягом 1999—2000 років Лампрос Хутос грав у складі молодіжної збірної Греції. У складі молодіжної збірної футболіст відзначився неабиякою результативністю, візначившись у 10 матчах за молодіжну збірну 15 забитими голами.
У 1999 року Хутос також дебютував і в складі національної збірної Греції. У складі національної збірної футболіст грав до 2003 року, провів у її складі 10 матчів, забивши 3 голи.

## Титули і досягнення
- Чемпіон Греції (4):

«Олімпіакос»: 1999–2000, 2000–2001, 2001–2002, 2002–2003
- Чемпіон Італії (1):

«Інтернаціонале»: 2006–2007